# Boris Kazakov
Boris Aleksandrovič Kazakov (in russo Борис Александрович Казаков?; Samara, 6 novembre 1940 – 25 novembre 1978) è stato un calciatore e allenatore di calcio sovietico, di ruolo attaccante.

## Biografia
Suo padre era anch'egli un calciatore, avendo giocato in massima serie con il Piščevik Mosca.
Morì quando cercò di guidare la sua auto su un fiume ghiacciato e il ghiaccio per il peso si ruppe, annegando dentro la sua macchina.

## Carriera

### Calciatore

#### Club
Debuttò nella massima serie sovietica con il Kryl'ja Sovetov Samara nel 1960. Scese in seconda serie l'anno successivo a seguito della retrocessione della squadra, ma vinse immediatamente il campionato. Rimase con il Kryl'ja Sovetov fino al 1963.
Dal 1964 al 1966 si trasferì al CSKA Mosca, sempre in massima serie: arrivò terzo nella classifica marcatori sia nel 1965 che ne 1966.
Nel 1967 fece ritorno al Kryl'ja Sovetov Samara, seguendo le vicissitudini della squadra, che retrocesse in seconda serie nel 1970.
Chiuse la carriera nella terza serie sovietica con la maglia del Kord Balakovo, club con cui disputò i campionati 1972 e 1973.

#### Nazionale
Fece il suo debutto in Nazionale il 16 maggio 1965 in un'amichevole pareggiata 0-0 contro l'Austria. Giocò inoltre le qualificazioni al Mondiale del 1966 (segnando un gol contro la Grecia) senza venir successivamente convocato al torneo.
Disputò in tutto sei gare con la nazionale sovietica tra il 1965 e il 1966: quella con la Grecia rimase l'unica rete all'attivo.

#### Allenatore
Tra il 1974 e il 1978 fu allenatore della Torpedo Togliatti.

## Statistiche

### Cronologia presenze e reti in nazionale
| Cronologia completa delle presenze e delle reti in nazionale ― Unione Sovietica | Cronologia completa delle presenze e delle reti in nazionale ― Unione Sovietica | Cronologia completa delle presenze e delle reti in nazionale ― Unione Sovietica | Cronologia completa delle presenze e delle reti in nazionale ― Unione Sovietica | Cronologia completa delle presenze e delle reti in nazionale ― Unione Sovietica | Cronologia completa delle presenze e delle reti in nazionale ― Unione Sovietica | Cronologia completa delle presenze e delle reti in nazionale ― Unione Sovietica | Cronologia completa delle presenze e delle reti in nazionale ― Unione Sovietica |
| Data                                                                            | Città                                                                           | In casa                                                                         | Risultato                                                                       | Ospiti                                                                          | Competizione                                                                    | Reti                                                                            | Note                                                                            |
| ------------------------------------------------------------------------------- | ------------------------------------------------------------------------------- | ------------------------------------------------------------------------------- | ------------------------------------------------------------------------------- | ------------------------------------------------------------------------------- | ------------------------------------------------------------------------------- | ------------------------------------------------------------------------------- | ------------------------------------------------------------------------------- |
| 16-5-1965                                                                       | Mosca                                                                           | Unione Sovietica                                                                | 0 – 0                                                                           | Austria                                                                         | Amichevole                                                                      | -                                                                               |                                                                                 |
| 23-5-1965                                                                       | Mosca                                                                           | Unione Sovietica                                                                | 3 – 1                                                                           | Grecia                                                                          | Qual. Mondiali 1966                                                             | -                                                                               |                                                                                 |
| 30-5-1965                                                                       | Mosca                                                                           | Unione Sovietica                                                                | 2 – 1                                                                           | Galles                                                                          | Qual. Mondiali 1966                                                             | -                                                                               |                                                                                 |
| 4-9-1965                                                                        | Mosca                                                                           | Unione Sovietica                                                                | 0 – 0                                                                           | Jugoslavia                                                                      | Amichevole                                                                      | -                                                                               | 74’                                                                             |
| 3-10-1965                                                                       | Il Pireo                                                                        | Grecia                                                                          | 1 – 4                                                                           | Unione Sovietica                                                                | Qual. Mondiali 1966                                                             | -                                                                               |                                                                                 |
| 18-9-1966                                                                       | Belgrado                                                                        | Jugoslavia                                                                      | 1 – 2                                                                           | Unione Sovietica                                                                | Amichevole                                                                      | -                                                                               |                                                                                 |
| Totale                                                                          |                                                                                 | Presenze                                                                        | 6                                                                               |                                                                                 | Reti                                                                            | 1                                                                               |                                                                                 |

## Palmarès

### Competizioni nazionali
- Pervaja Liga sovietica: 1

Kryl'ja Sovetov: 1961 (Girone 3 e finale russo)